# Копти
Ко́птите (от гръцки: αιγυπτος – египтянин, на арабски: قبط) са етнорелигиозна група в Северна Африка и Близкия Изток, разпространена главно на територията на Египет, където съставляват главната християнска деноминация. Коптите са най-голямата християнска група и в Судан и Либия. През историческите епохи са говорили коптски език, произхождащ от демотически египетски език, говорен в късната античност.
Те са най-голямата етнорелигиозна общност с древни корени. Смята се, че са преки потомци на древните египтяни, понеже са коренното доислямско (т.е. неарабско) население на Египет. Съставляват около 8 – 9 % от населението на Египет, което прави приблизително 6 млн. души. Оценките за общия им брой (в Египет и извън него) варират от 10 до 20 млн. души.

## История
След Халкедонския събор през 451 г. Александрийската църква се разцепва на два клона. Тези, които приемат решенията на събора, стават известни като халкедонци или мелкити. Онези, които не приемат решенията на събора, са наречени нехалкедонци или монофизити и по-късно яковити по името на сирийския монах Яков Барадей, основател на сирийската православна църква. Нехалкедонците обаче отхвърлят термина монофизити като грешен и наричат себе си миафизити. Болшинството египтяни принадлежат към миафизитския клон и са преследвани от официалните византийски църковни власти в Египет, които го счита за ерес.

## Култура
Представляват основната част от египетските християни. По традиция са последователи на Коптската православна църква (предимно) и на Коптската католическа църква.
Ползват коптски език със своя коптска азбука.

## Личности
- Бутрос Бутрос-Гали, генерален секретар на ООН (1992 – 1996)
- Бутрос Гали, министър-председател на Египет (1908 – 1910)
- Юсуф Уахаб паша, министър-председател на Египет (1919)